# Miroslav Rada (fotbalista)
Miroslav Rada (* 6. srpna 1976) je bývalý český fotbalový obránce.

## Fotbalová kariéra
Hrál za AC Sparta Praha, FK Teplice, Vasas SC, ZFC Meuselwitz, FC Sachsen Leipzig a Dynamo Eisleben. V lize nastoupil ve 121 utkáních a dal 3 góly. V evropských pohárech nastoupil ve 4 utkáních a dal 1 gól.

## Ligová bilance
| Ročník                          | Zápasy | Góly | Klub            |
| ------------------------------- | ------ | ---- | --------------- |
| 1. česká fotbalová liga 1995/96 | 8      | 0    | AC Sparta Praha |
| Gambrinus liga 1997/98          | 29     | 1    | FK Teplice      |
| Gambrinus liga 1998/99          | 27     | 0    | FK Teplice      |
| Gambrinus liga 1999/00          | 15     | 0    | FK Teplice      |
| Gambrinus liga 2000/01          | 27     | 2    | FK Teplice      |
| Gambrinus liga 2001/02          | 14     | 0    | FK Teplice      |
| Gambrinus liga 2002/03          | 1      | 0    | FK Teplice      |
| OTP Bank Liga 2004/05           | 5      | 0    | Vasas SC        |
| CELKEM                          | 126    | 3    |                 |